# (2276) Warck
(2276) Warck (1933 QA) – planetoida z grupy pasa głównego asteroid okrążająca Słońce w ciągu 3,66 lat w średniej odległości 2,37 au. Odkryta 18 sierpnia 1933 roku.